# Puebla de la Calzada
Puebla de la Calzada ist eine Gemeinde (municipio) mit 5.859 Einwohnern (Stand: 2024) in der spanischen Provinz Badajoz in der Autonomen Gemeinschaft Extremadura. 

## Lage
Puebla de la Calzada liegt etwa 29 Kilometer östlich von Badajoz und etwa 26 Kilometer westlich von Mérida in einer Höhe von 190 m. Der Río Guadiana begrenzt die Gemeinde im Süden. 

## Demografie
| Einwohnerzahl (1842–2021)                 | Einwohnerzahl (1842–2021) | Einwohnerzahl (1842–2021) | Einwohnerzahl (1842–2021) | Einwohnerzahl (1842–2021) | Einwohnerzahl (1842–2021) | Einwohnerzahl (1842–2021) | Einwohnerzahl (1842–2021) | Einwohnerzahl (1842–2021) | Einwohnerzahl (1842–2021) | Einwohnerzahl (1842–2021) | Einwohnerzahl (1842–2021) | Einwohnerzahl (1842–2021) | Einwohnerzahl (1842–2021) | Einwohnerzahl (1842–2021) | Einwohnerzahl (1842–2021) | Einwohnerzahl (1842–2021) |
| ----------------------------------------- | ------------------------- | ------------------------- | ------------------------- | ------------------------- | ------------------------- | ------------------------- | ------------------------- | ------------------------- | ------------------------- | ------------------------- | ------------------------- | ------------------------- | ------------------------- | ------------------------- | ------------------------- | ------------------------- |
| 1842                                      | 1877                      | 1887                      | 1897                      | 1900                      | 1910                      | 1920                      | 1930                      | 1940                      | 1950                      | 1960                      | 1970                      | 1981                      | 1991                      | 2001                      | 2011                      | 2021                      |
| 1980                                      | 3320                      | 3692                      | 4002                      | 4135                      | 4449                      | 4867                      | 5278                      | 5720                      | 6253                      | 6581                      | 5574                      | 5431                      | 5480                      | 5522                      | 5994                      | 5861                      |
| Quelle: Instituto Nacional de Estadística |                           |                           |                           |                           |                           |                           |                           |                           |                           |                           |                           |                           |                           |                           |                           |                           |

## Sehenswürdigkeiten
- Bedeutendstes Monument ist die Kollegiats- und Stiftskirche Unserer Lieben Frau (Colegio de Nuestra Señora del Carmen y Iglesia Parroquial de Nuestra Señora de la Encarnación)

## Persönlichkeiten
- Manuel Piñero (* 1972), Golfer
- Carmen Menayo (* 1998), Fußballspieler